# 就活家族〜きっと、うまくいく〜
『就活家族〜きっと、うまくいく〜』（しゅうかつかぞく きっと、うまくいく）は、2017年1月12日から3月9日までテレビ朝日系の「木曜ドラマ」枠で毎週木曜日21時 - 21時54分に放送されたテレビドラマである。主演は三浦友和で、三浦が連続ドラマの主演を務めるのは約17年ぶりとなった。

## キャスト

### 主要人物
富川 洋輔（とみかわ ようすけ）
演 - 三浦友和
大手鉄鋼メーカー・日本鉄鋼金属の人事部長。1959年2月3日生まれの57歳。
富川 水希（とみかわ みずき）
演 - 黒木瞳
洋輔の妻。私立中学校の国語教師。旧姓は「宮沢」であり、1961年10月26日生まれ。
富川 栞（とみかわ しおり）
演 - 前田敦子
富川家の長女。宝飾メーカー・ジュエルD勤務。25歳。
富川 光（とみかわ ひかる）
演 - 工藤阿須加
富川家の長男。三流大学の学生で、就職活動中。

### 日本鉄鋼金属
綿引 雄二（わたびき ゆうじ）
演 - 神保悟志
総務部長。
織部 和久（おりべ かずひさ）
演 - 山田明郷
常務（人事担当）。
的場 英喜（まとば ひでき）
演 - 中丸新将
社長。
橘 美里（たちばな みさと）
演 - 菜葉菜
人事部社員。
山田（やまだ）
演 - 小松和重
人事部社員。
川村 優子（かわむら ゆうこ）
演 - 木村多江
品質管理部社員。37歳。

### ジュエルD
中原 綾子（なかはら あやこ）
演 - 山本未來
外商部一課長。
真壁 雄斗（まかべ ゆうと）
演 - 渡辺大
外商部一課社員。

### その他
国原 耕太（くにはら こうた）
演 - 新井浩文
「国原就活塾」塾長。
原口 亨（はらぐち とおる）
演 - 矢島健一
「深沢学園中学校」校長。
戸川 加奈（とがわ かな）
演 - 中川知香
就職活動中の大学生。
池上 孝之（いけがみ たかゆき）
演 - 卯ノ原圭吾
就職活動中の大学生。
夏野 久美（なつの くみ）
演 - キムラ緑子
洋輔の高校の同級生。洋菓子店経営。
天谷 五郎（あまや ごろう）
演 - 段田安則
リストラされた事を家族に言えずに、通勤したふりをして公園で一日を過ごす男。
未華
演 - 松岡恵望子

### ゲスト

#### 第1話
中野 春樹（なかの はるき）
演 - 山口大地
光の同級生。
加藤 誠（かとう まこと）
演 - 柾木玲弥
就活生。父は「ヤマト銀行」頭取。

#### 第2話
飯田（いいだ）
演 - 浅見小四郎
「イイダボルト」社長。
富川 大輔（とみかわ だいすけ）
演 - 綾田俊樹
洋輔の実兄。
佐藤 久志（さとう ひさし）
演 - 宮城孔明（第3 ‐ 6話）
かつての水希の教え子。
佐藤 大悟（さとう だいご）
演 - 松澤一之（第3 ‐ 5話）
佐藤久志の父。

#### 第3話
川村 聡一郎（かわむら そういちろう）
演 - 斉木しげる（第4話）
優子の叔父。
斎藤 隆（さいとう たかし）
演 - 阿部丈二
医師。
真咲
演 - 長田成哉（ - 第6話）
ホスト。

#### 第4話
大鷹 一郎（おおたか いちろう）
演 - 神尾佑（第5・8・最終話）
「ザ・エコノミージャーナル」編集長。
宮岡（みやおか）
演 - 宮崎吐夢（第5話）
水希の同僚教師。

#### 第6話
小島 満夫（こじま みつお）
演 - 伊藤正之（第8話）
「鼓吹不動産建設」社長。

#### 第7話
竹之内 亘（たけのうち わたる）
演 - 小木茂光（第8話）
国会議員。洋輔の知人。
みどり
演 - 宮地雅子（第8・最終話）
花屋の店員。

#### 第8話
若林（わかばやし）
演 - 飯田基祐
「海陽銀行」融資部長。

## スタッフ
- 脚本 - 橋本裕志
- 音楽 - 江口貴勅、穴沢弘慶
- 監督 - 秋山純、落合正幸、常廣丈太
- 主題歌 - 林部智史「晴れた日に、空を見上げて」（avex trax）[5]
- 挿入歌 - 林部智史「雨の日と月曜日は」（avex trax）[5]
- ゼネラルプロデューサー - 黒田徹也、内山聖子
- プロデューサー - 船津浩一、下山潤（ジャンゴフィルム）
- 制作協力 - ジャンゴフィルム
- 制作著作 - テレビ朝日

## 放送日程
| 話数                                                                        | 放送日  | サブタイトル                                    | 演出     | 視聴率 | 備考     |
| --------------------------------------------------------------------------- | ------- | ----------------------------------------------- | -------- | ------ | -------- |
| 第1話                                                                       | 1月12日 | 父のリストラ、母の熟年離婚…家族に仕事下さい!!   | 秋山純   | 11.0%  | 15分拡大 |
| 第2話                                                                       | 1月19日 | リストラ夫家を買う!! 妻の秘密…娘の反乱!?        | 常廣丈太 | 09.4%  |          |
| 第3話                                                                       | 1月26日 | 夫はわかってくれない!! 妻の爆発の夜!?           | 落合正幸 | 09.5%  |          |
| 第4話                                                                       | 2月02日 | 妻にホストの恋人が!? 家族に失業を話すとき…      | 秋山純   | 09.6%  |          |
| 第5話                                                                       | 2月09日 | 子供はわかってくれない! 暴露にキレる妻!?        | 秋山純   | 08.4%  |          |
| 第6話                                                                       | 2月16日 | 妻VS愛人!! 家庭内別居の始まり                   | 落合正幸 | 08.4%  |          |
| 第7話                                                                       | 2月23日 | 娘の婚約者VS.無職の父! 新居は誰のもの?          | 落合正幸 | 09.3%  |          |
| 第8話                                                                       | 3月02日 | 最後の決断 逆転チャンスに賭けて父は走る!        | 秋山純   | 10.6%  |          |
| 最終話                                                                      | 3月09日 | 最終回! それぞれの旅立ちの日…きっと、うまくいく | 秋山純   | 11.1%  |          |
| 平均視聴率 9.7%（視聴率はビデオリサーチ調べ、関東地区・世帯・リアルタイム） |         |                                                 |          |        |          |